# Mariella Virgilio
Maria Stella Virgilio, detta Mariella (12 novembre 1955), è un'ex calciatrice italiana di ruolo portiere.
Ha giocato in Serie A e vinto lo scudetto con la Jolly Catania. Ha poi giocato a Lecce e Giugliano.

## Palmarès
- Campionato italiano: 1

Jolly Catania 1978